# Steppa alberata della catena dell'Elburz
La steppa alberata della catena dell'Elburz è una ecoregione terrestre della ecozona paleartica appartenente al bioma delle Foreste di conifere temperate (codice ecoregione: PA0507) che si sviluppa per circa 63.300 km² nell'Iran settentrionale. La regione fa parte del punto caldo di biodiversità irano-anatolico.
L'ecoregione fa parte dell'ecoregione globale denominata Foreste temperate del Caucaso, dell'Anatolia, dell'Hyrcanian, inclusa nella lista Global 200.
Lo stato di conservazione è considerato in pericolo critico.

## Territorio
La regione si sviluppa per circa 1.000 km lungo le pendici meridionali e orientali della catena montuosa Elburz nel nord dell'Iran. La regione si estende dai monti Talish a nord ovest, fino quasi al confine con il Turkmenistan nel Khorasan Settentrionale. È delimitata a nord dalle Foreste miste ircane del Caspio e a sud dai Bacini desertici dell'Iran centrale.
L'altezza varia mediamente fra 2.000 m e 4.000 m, con alcuni picchi superiori a 5.000 m. Il monte Damavand, un vulcano quiescente, è il picco più alto della regione con una altezza di 5.671 m sul livello del mare.
L'ecoregione, riceve annualmente 150–300 mm di precipitazioni, soprattutto in inverno. La temperatura annuale media va da 15 a 18 gradi C, con temperature invernali estreme.

## Flora
Un tempo le foreste di ginepro (Juniperus polycarpos) ricoprivano i versanti meridionali degli Elburz, come testimoniano i numerosi tratti ancora esistenti, che possono essere trovati fino a 1900–2000 m di altitudine. Vi sono prove che in passato la steppa alberata di ginepro occupasse in Iran non solo vasti tratti degli Elburz e delle montagne del Khorasan, ma anche gran parte del territorio a sud, comprese alcune delle catene montuose e dei picchi più elevati dell'altopiano centrale.
Il tipico sottobosco di arbusti delle steppe boscose di ginepro può comprendere specie come il pistacchio (Pistacia atlantica), il cotognastro (Cotoneaster racemiflorus), il Crataegus spp., l'acero (Acer turcomanicum), il mandorlo (Amygdalus spp.) e altre piante. La copertura del suolo è costituita generalmente da comunità di Artemisia herba-alba o di Cousinia iranica, una pianta cusciniforme spinosa.
In tempi più recenti, tuttavia, il manto forestale originario è stato gravemente danneggiato, e le foreste di ginepro si trovano ormai per lo più sulle cime più alte dei versanti meridionali. I versanti inferiori ospitano ora una zona dove predomina Pistacia atlantica, mentre Artemisia, Cousinia e altri generi sono più frequenti nelle aree degradate.

## Fauna
La steppa di montagna ospita una popolazione numerosa di pecora selvatica (Ovis orientalis), mentre la gazzella gozzuta (Gazella subgutturosa) vive nelle pianure del sud-est dell'ecoregione. Queste due specie, assieme ad altri animali, sono preda di leopardi (Panthera pardus), gatti della giungla (Felis chaus), lupi (Canis lupus), sciacalli (Canis aureus) e volpi rosse (Vulpes vulpes). Tra le altre specie qui presenti vi sono l'orso bruno (Ursus arctos), la faina (Martes foina), il cinghiale (Sus scrofa), il cervo nobile (Cervus elaphus) e il capriolo (Capreolus capreolus). I palchi di cervo nobile sono stati per molto tempo particolarmente richiesti come trofei o come materia prima per fabbricare manici di coltelli e pugnali; la specie viene cacciata anche per la carne.
L'aquila anatraia minore (Clanga pomarina) e l'aquila reale (Aquila chrysaetos) nidificano sulle colline boscose e nelle aree montane di questa ecoregione. Nel parco nazionale del Golestan sono state segnalate almeno 151 specie di uccelli, tra le quali sono particolarmente degne di nota il falco pecchiaiolo occidentale (Pernis apivorus), l'astore comune (Accipiter gentilis), l'avvoltoio monaco (Aegypius monachus), la calandra asiatica (Melanocorypha bimaculata) e il tetraogallo del Caspio (Tetraogallus caspius). Il sito costituisce anche una delle poche aree di nidificazione in Iran della gallina prataiola (Tetrax tetrax) e del picchio nero (Dryocopus martius). Nelle aree dei versanti meridionali dell'Elburz dove le precipitazioni annue superano i 200 mm vivono alcune specie di lucertole, tra cui Paralaudakia caucasia, Trapelus ruderatus e altre.

## Conservazione

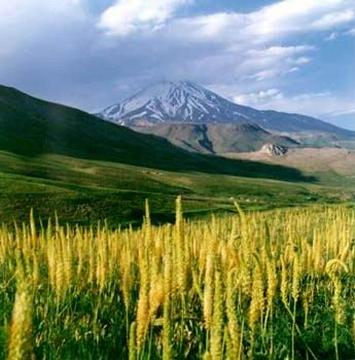
Il monte Damavand (5.602 m), la più alta vetta dell'Asia centrale

Questa zona ha subito una significativa riduzione della vegetazione naturale. La foresta di ginepro, che una volta copriva estensivamente le pendici meridionali dei Monti Elburz, reesiste oggi solo in aree residuali sparse e alle altitudini più elevate in aree poco accessibili.
Lo sfruttamento eccessivo di legna da ardere e pascolo eccessivo sono i fattori principali che hanno determinato la degradazione della vegetazione naturale e del suolo.
Nella regione vi sono due aree protette: il Parco nazionale del Golestan e l'adiacente area protetta di Ghorkhod, entrambi designati come Riserva della Biosfera nel 1976, che si trovano sul versante montuoso tra il Caspio e l'area interna, nella parte più orientale della regione.